# La Chapelle-Saint-Sauveur, Saône-et-Loire
La Chapelle-Saint-Sauveur är en kommun i departementet Saône-et-Loire i regionen Bourgogne-Franche-Comté i östra Frankrike. Kommunen ligger i kantonen Pierre-de-Bresse som tillhör arrondissementet Louhans. År 2022 hade La Chapelle-Saint-Sauveur 641 invånare.

## Befolkningsutveckling
Antalet invånare i kommunen La Chapelle-Saint-Sauveur
| Referens: INSEE |